# ВВС 30-й армии
Военно-воздушные силы 30-й армии (ВВС 30-й армии) — оперативное авиационное соединение времен Великой Отечественной войны.

## История наименований
- ВВС 30-й армии
- 212-я смешанная авиационная дивизия
- 256-я истребительная авиационная дивизия
- 256-я Киевская истребительная авиационная дивизия
- 256-я Киевская Краснознамённая истребительная авиационная дивизия
- 256-я Киевская Краснознамённая ордена Суворова II степени истребительная авиационная дивизия
- 256-я Киевская Краснознамённая орденов Суворова и Богдана Хмельницкого II степени истребительная авиационная дивизия
- Полевая почта 55677

## Формирование
ВВС 30-й армии сформированы 13 июля 1941 года в составе 30-й армии путём придания авиационных частей.

## Переформирование
ВВС 30-й армии 10 мая 1942 года на основании Приказа НКО СССР обращены на формирование 212-й смешанной авиационной дивизии.

## Командующий ВВС 30-й армии
| Звание    | Имя                      | Период               | Примечание |
| --------- | ------------------------ | -------------------- | ---------- |
| Полковник | Белов Николай Георгиевич | 11.1941 — 10.05.1942 |            |

## В составе объединений
| Дата          | Фронт (округ)                               |
| ------------- | ------------------------------------------- |
| 13.07.1941 г. | Резерв Ставки Верховного Главнокомандования |
| 15.07.1941 г. | Фронт резервных армий                       |
| 21.07.1941 г. | Западный фронт                              |
| 17.10.1941 г. | Калининский фронт                           |
| 18.11.1941 г. | Западный фронт                              |
| 17.12.1941 г. | Калининский фронт                           |
| 16.05.1942 г. | Калининский фронт                           |

## Участие в операциях и битвах
- Смоленское сражение — с 21 июля 1941 года по 10 сентября 1941 года.
- Клинско-Солнечногорская оборонительная операция[2] — с 15 ноября 1941 года по 5 декабря 1941 года.
- Клинско-Солнечногорская наступательная операция[2] — с 6 декабря 1941 года по 26 декабря 1941 года.
- Ржевско-Вяземская операция[2] — с 8 января 1942 года по 20 апреля 1942 года.

## Части и отдельные подразделения дивизии
За весь период своего существования боевой состав ВВС армии претерпевал изменения, в различное время в её состав входили:
| Период                  | Наименование                                    |
| ----------------------- | ----------------------------------------------- |
| 01.03.1942 — 10.05.1942 | 5-й гвардейский истребительный авиационный полк |
| 23.11.1941 — 18.02.1942 | 593-й ночной бомбардировочный авиационный полк  |
| 01.03.1942 — 12.05.1942 | 666-й легкий бомбардировочный авиационный полк  |
| 01.03.1942 — 14.04.1942 | 614-й ночной бомбардировочный авиационный полк  |
| 01.09.1942 — 05.03.1943 | 884-й смешанный авиационный полк                |
| 04.03.1942 — 15.06.1942 | 354-я отдельная авиационная эскадрилья          |

## Отличившиеся воины
- Бахвалов Василий Петрович, старший политрук, военком эскадрильи 5-го гвардейского истребительного авиационного полка Указом Президиума Верховного Совета СССР 15 января 1940 года удостоен звания Героя Советского Союза. Золотая Звезда № 199
- Городничев, Николай Павлович, заместитель командира эскадрильи 5-го гвардейского истребительного авиационного полка ВВС 30-й армии Указом Президиума Верховного Совета СССР 5 мая 1942 года удостоен звания Героя Советского Союза. Золотая Звезда № 615
- Ефремов Василий Васильевич, заместитель командира эскадрильи 5-го гвардейского истребительного авиационного полка ВВС 30-й армии Указом Президиума Верховного Совета СССР 5 мая 1942 года удостоен звания Героя Советского Союза. Золотая Звезда № 568
- Кондратюк Александр Александрович, заместитель командира эскадрильи 5-го гвардейского истребительного авиационного полка ВВС 30-й армии Указом Президиума Верховного Совета СССР 5 мая 1942 года удостоен звания Героя Советского Союза. Золотая Звезда № 567
- Соколов Анатолий Михайлович, военный комиссар эскадрильи 5-го гвардейского истребительного авиационного полка ВВС 30-й армии Указом Президиума Верховного Совета СССР 12 апреля 1942 года удостоен звания Героя Советского Союза. Посмертно.